# Cảnh Điềm
Cảnh Điềm (chữ Hán: 景甜, sinh ngày 21 tháng 7 năm 1988) là nữ diễn viên, ca sĩ và vũ công người Trung Quốc đã tốt nghiệp tại Học viện Điện ảnh Bắc Kinh.

## Tiểu sử
Cảnh Điềm sinh năm 1988 ở Tây An, Thiểm Tây. Từ nhỏ vì sức khỏe yếu nên gia đình quyết định cho cô đi học khiêu vũ ở Đoàn nghệ thuật Tiểu Thiên Nga tỉnh Thiểm Tây. Năm 2000, Cảnh Điềm theo học tại Học viện vũ đạo Bắc Kinh, ngành múa dân gian Trung Quốc 
Tháng 12 năm 2006, Cảnh Điềm cho ra album nhạc đầu tay có tựa đề "Who are you". Nhờ đó mà cô được khán giả biết đến .
Tháng 6 năm 2007, Cảnh Điềm được mời làm người phát ngôn cho hoa anh đào Tây Bắc . Cùng năm đó, cô trở thành sinh viên của Học viện Điện ảnh Bắc Kinh. Sự nghiệp diễn viên của cô bắt đầu từ đó .

## Sự nghiệp
Năm 2008, Cảnh Điềm lần đầu tiên xuất hiện trong bộ phim Sử thi một người con gái, đóng với Triệu Vy và Lưu Diệp. Cô vào vai Âu Dương Tuyết, con gái của Triệu Vy, là một người bướng bỉnh, nhạy cảm, nổi loạn nhưng mạnh mẽ.
Năm 2009, đạo diễn Lưu Tâm Cương đã mời Cảnh Điềm thủ vai Y La trong phim Tôn Tử đại truyện vì cô có ngoại hình và tính cách khá giống nhân vật trong phim .
Năm 2010, Cảnh Điềm đóng vai nữ chính trong bộ phim điện ảnh Cô chủ xinh đẹp của tôi. Trong phim cô đóng hai vai, một là cô gái trong sáng đáng yêu, một là sếp nữ quyến rũ xinh đẹp .
Năm 2011, cô vào vai chính Điền Tịch trong bộ phim Chiến Quốc, đóng với Tôn Hồng Lôi, Kim Hee-sun.
Năm 2013, Cảnh Điềm đóng vai nữ chính trong một loạt phim điện ảnh nổi tiếng như Thân phận đặc biệt (đóng cặp với Chân Tử Đan) , Câu chuyện cảnh sát 2013 (đóng cặp với Thành Long)  và Đổ thành phong vân (đóng với Châu Nhuận Phát và Tạ Đình Phong) . Cả ba bộ phim đều đạt doanh thu phòng vé rất cao và Cảnh Điềm cũng được ủng hộ nhiều hơn.
Năm 2014, Cảnh Điềm chính thức lấn sân sang phim truyền hình. Trong Ban Thục truyền kỳ, cô vào vai Ban Thục, một người con gái bị lạc cha mẹ ở sa mạc khi còn nhỏ. Sau khi biết được thân phận của mình, Ban Thục trở về kinh thành. Để được mọi người công nhận mình là người nhà họ Ban, cô phải trải qua một cuộc khảo nghiệm, đó là trở thành giáo viên dạy dỗ cho con cái nhà vương tôn quý tộc. Cũng trong năm 2014, Cảnh Điềm còn đóng vai nữ chính Đại Ngọc Nhi trong bộ phim Đại Ngọc Nhi truyền kỳ. Đại Ngọc Nhi ban đầu là một người con gái xinh đẹp, ngây thơ, nhưng trải qua nhiều biến cố thăng trầm đã trở thành một người phụ nữ quyền lực nhất dưới triều Thanh.
Năm 2015, Cảnh Điềm thủ vai chính trong bộ phim Trường Thành của đạo diễn Trương Nghệ Mưu, hợp tác với các diễn viên như Lưu Đức Hoa và Matt Damon.
Năm 2017, cô góp mặt trong hai dự án điện ảnh lớn là Kong: Đảo Đầu lâu cùng Thanh Hòa nam cao. Cũng trong năm này, Cảnh Điềm thủ vai nữ chính trong bộ phim cổ trang Đại Đường vinh diệu đóng cặp với Nhậm Gia Luân, bộ phim đã thành công tạo được tiếng vang và giúp cô được yêu thích hơn.
Năm 2018, Cảnh Điềm xuất hiện trong bom tấn điện ảnh Siêu đại chiến Thái Bình Dương: Trỗi dậy. và cô còn đảm nhiệm vai nữ chính trong bộ phim Hỏa Vương.
Năm 2019, cô hợp tác cùng Trần Hiểu trong bộ phim Chuyến du lịch gặp được tình yêu.
Đầu năm 2021, bộ phim Tư Đằng do Cảnh Điềm đóng chính đã tạo nên một cơn sốt, và thành công của bộ phim đã đẩy danh tiếng của cô lên cao.

## Danh sách phim

### Phim truyền hình
| Năm  | Tựa phim                                 | Vai diễn                  | Ghi chú   |
| ---- | ---------------------------------------- | ------------------------- | --------- |
| 2009 | Sử thi một người con gái                 | Âu Dương Tuyết            | Vai phụ   |
| 2013 | Tôn Tử đại truyện                        | Y La                      | Vai chính |
| 2015 | Ban Thục truyền kỳ                       | Ban Thục                  | Vai chính |
| 2015 | Đại Ngọc Nhi truyền kỳ                   | Đại Ngọc Nhi              | Vai chính |
| 2017 | Đại Đường vinh diệu                      | Thẩm Trân Châu            | Vai chính |
| 2018 | Hỏa vương 1                              | Thiên My/Tư Đồ Phụng Kiếm | Vai chính |
| 2018 | Hỏa vương 2                              | Đồng Phong                | Vai chính |
| 2018 | Cực khách giang hồ (chưa chiếu)          | Phó Kiều                  | Vai chính |
| 2019 | Chuyến du lịch gặp được tình yêu         | Lý Tâm Nguyệt             | Vai chính |
| 2021 | Tư Đằng                                  | Tư Đằng                   | Vai chính |
| 2022 | Lưu quang chi thành                      | Phùng Thế Chân            | Vai chính |
| 2023 | Đúng lúc gặp được em                     | Đỗ Quỳnh                  | Vai chính |
| 2023 | Lạc Du Nguyên/Dữ Quân Quy (Vĩnh Ngộ Lạc) | Thôi Lâm                  | Vai chính |
| 2023 | Chước Chước Phong Lưu                    | Mộ Chước Hoa              | Vai chính |
| 2024 | Tứ Hải Trọng Minh                        | Nam Nhan                  | Vai chính |
| 2025 | Tự Cẩm                                   | Khương Tự                 | Vai chính |

### Phim điện ảnh
| Năm  | Tựa phim                                                | Vai diễn                  | Ghi chú    |
| ---- | ------------------------------------------------------- | ------------------------- | ---------- |
| 2008 | Cuồng mãng kinh hồn (Anaconda frightened)               | Điền Quyên                | Vai phụ    |
| 2010 | Cô chủ xinh đẹp của tôi (My Belle Boss)                 | Emma / Tiểu Ái            | Vai chính  |
| 2011 | Chiến Quốc (The Warring States)                         | Điền Tịch                 | Vai chính  |
| 2012 | Cứu binh vượt thời gian (Ultra Reinforcement)           | Linh Chi Quận chúa        | Vai chính  |
| 2012 | Bóng Dáng Người Thương (Shadows of Love)                | Hứa Nguyện                | Vai phụ    |
| 2012 | Tears in Heaven                                         | Đổng Tiểu Lâm             | Vai chính  |
| 2013 | Thôn Vãn ngày càng tốt lên (Better And Better)          | Liên Sinh                 | Vai chính  |
| 2013 | Thân phận đặc biệt (Special Identity)                   | Phương Tĩnh               | Vai chính  |
| 2013 | Câu chuyện cảnh sát 2013 (Police Story 2013)            | Miêu Miêu                 | Vai chính  |
| 2014 | Mưa gió Macau (The Man from Macau, Du cheng feng yun)   | Lạc Hân                   | Vai chính  |
| 2014 | Long cốc: Phá Hiểu Kỳ Binh (Dragon Nest: Warriors'dawn) | A Nhĩ Kiệt Tháp (Argenta) | Lồng tiếng |
| 2016 | Trường Thành (The Great Wall)                           | Lâm Mai                   | Vai chính  |
| 2017 | Kong: Đảo Đầu lâu (Kong: Skull Island)                  | San                       | Vai phụ    |
| 2017 | Trường trung học nam Thanh Hòa (Fist & Faith)           | Liễu Hòa                  | Vai chính  |
| 2018 | Siêu đại chiến: Trỗi dậy (PacificRim: Uprising)         | Thiệu Lệ Văn              | Vai phụ    |

## Show truyền hình
| Năm  | Tên chương trình               | Vai trò            |
| ---- | ------------------------------ | ------------------ |
| 2017 | Thanh xuân lữ quán             | Thành viên cố định |
| 2017 | Tôi muốn gặp bạn               | Thành viên cố định |
| 2017 | Keep Running mùa 5             | Khách mời tập 5, 6 |
| 2017 | Cao năng thiếu niên đoàn mùa 1 | Khách mời tập 6    |
| 2017 | Cục tình báo sao Hỏa mùa 3     | Khách mời tập 6    |
| 2021 | Vương bài đối vương bài mùa 6  | Khách mời tập 12   |
| 2021 | Chị gái tài giỏi mùa 2         | Khách mời tập 1    |
| 2021 | Thử thách cực hạn mùa 7        | Khách mời tập 8    |

## Âm nhạc

### Single
1. 还爱你 Còn Yêu Anh[16]
2. 不懂爱 Không Biết Yêu[17]
3. 你是谁 Anh là ai[18]
4. 风 [19]
5. 巧遇安徒生 (Encounter Andersen)[20]
6. 好好就好[21]

### Album
- Anh là ai [3]

## Giải thưởng
| Năm                          | Giải thưởng                                                                      | Hạng mục                                                       | Kết quả                      | Tham khảo                    |
| Phim điện ảnh và truyền hình | Phim điện ảnh và truyền hình                                                     | Phim điện ảnh và truyền hình                                   | Phim điện ảnh và truyền hình | Phim điện ảnh và truyền hình |
| ---------------------------- | -------------------------------------------------------------------------------- | -------------------------------------------------------------- | ---------------------------- | ---------------------------- |
| 12/5/2012                    | Esquire                                                                          | Nữ diễn viên triển vọng nhất                                   | Đoạt giải                    | [ 22 ]                       |
| 14/11/2014                   | LHP Hollywood lần thứ 18                                                         | Hollywood International Award                                  | Đoạt giải                    | [ 23 ]                       |
| Âm nhạc                      |                                                                                  |                                                                |                              |                              |
| 1/2007                       | Giải thưởng thường niên của CCTV                                                 | Top 10 ca sĩ mới của Đại lục - 巧遇安徒生 (Encounter Andersen) | Đoạt giải                    |                              |
| 2/2007                       | CCTV Chinese Literature list                                                     | Ca sĩ Đại lục                                                  | Hạng 3                       | [ 3 ]                        |
| Khán giả bình chọn           |                                                                                  |                                                                |                              |                              |
| 28/12/2011                   | Giải thưởng báo chí thường niên                                                  | Nghệ sĩ được mong đợi nhất                                     | Đoạt giải                    |                              |
| 1/2015                       | Đóng góp xã hội xuất sắc nhất                                                    |                                                                | Đoạt giải                    |                              |
| Giải thưởng khác             |                                                                                  |                                                                |                              |                              |
| 28/12/2007                   | Liên hoan Giải thưởng Quảng cáo Truyền hình Quốc tế Trung Quốc (Tam Á) lần thứ 3 | Người phát ngôn quảng cáo xuất sắc nhất                        | Đoạt giải                    |                              |
| 1/8/2011                     | Giải ánh dương Trung Quốc                                                        | Nghệ sĩ được mong đợi nhất                                     | Đoạt giải                    | [ 24 ]                       |

### Forbes China Celebrity 100
| Năm  | Hạng | Ref.   |
| ---- | ---- | ------ |
| 2017 | 35   | [ 25 ] |
| 2019 | 70   | [ 26 ] |
| 2020 | 92   | [ 27 ] |